# Монтемилоне
Монтемилоне (итал. Montemilone) — коммуна в Италии, расположена в регионе Базиликата, подчиняется административному центру Потенца.
Население составляет 1969 человек, плотность населения составляет 17 чел./км². Занимает площадь 113 км². Почтовый индекс — 85020. Телефонный код — 0972.
Покровителем коммуны почитается первомученик Стефан, празднование 26 декабря, а также 11, 12 и 13 августа.